# (12035) Ruggieri
(12035) Ruggieri  es un asteroide perteneciente al cinturón de asteroides, descubierto el 1 de febrero de 1997 por Vittorio Goretti desde el Observatorio de Pianoro, en Italia.

## Designación y nombre
Ruggieri se designó inicialmente como 1997 CP13.
Más adelante fue nombrado en honor al astrónomo aficionado italiano  Guido Ruggieri (1913-1976).

## Características orbitales
Ruggieri orbita a una distancia media del Sol de 2,4323 ua, pudiendo acercarse hasta 2,2470 ua y alejarse hasta 2,6175 ua. Tiene una excentricidad de 0,0761 y una inclinación orbital de 1,2819° grados. Emplea en completar una órbita alrededor del Sol 1385 días.

## Características físicas
Su magnitud absoluta es 14,9. Tiene 5,749 km de diámetro. Su albedo se estima en 0,064.